# Ляскі-Великі (Вармінсько-Мазурське воєводство)
Ляскі-Великі (пол. Laski Wielkie, нім. Groß Lasken) — село в Польщі, у гміні Каліново Елцького повіту Вармінсько-Мазурського воєводства.
Населення — 77 осіб (2011).
У 1975-1998 роках село належало до Сувальського воєводства.

## Демографія
Демографічна структура станом на 31 березня 2011 року:
|          | Загалом | Допрацездатний вік | Працездатний вік | Постпрацездатний вік |
| -------- | ------- | ------------------ | ---------------- | -------------------- |
| Чоловіки | 37      | 7                  | 27               | 3                    |
| Жінки    | 40      | 9                  | 25               | 6                    |
| Разом    | 77      | 16                 | 52               | 9                    |